# دراگوتین دیمیترییویچ
دراگوتین دیمیترییویچ (انگلیسی: Dragutin Dimitrijević؛ ۱۷ اوت ۱۸۷۶ – ۲۴ ژوئن ۱۹۱۷) یک سرباز اهل صربستان بود. وی از رهبران کودتای سال ۱۹۰۳ صربستان بود و در همین راستا اعدام شد.